# Marta Bertoncelli

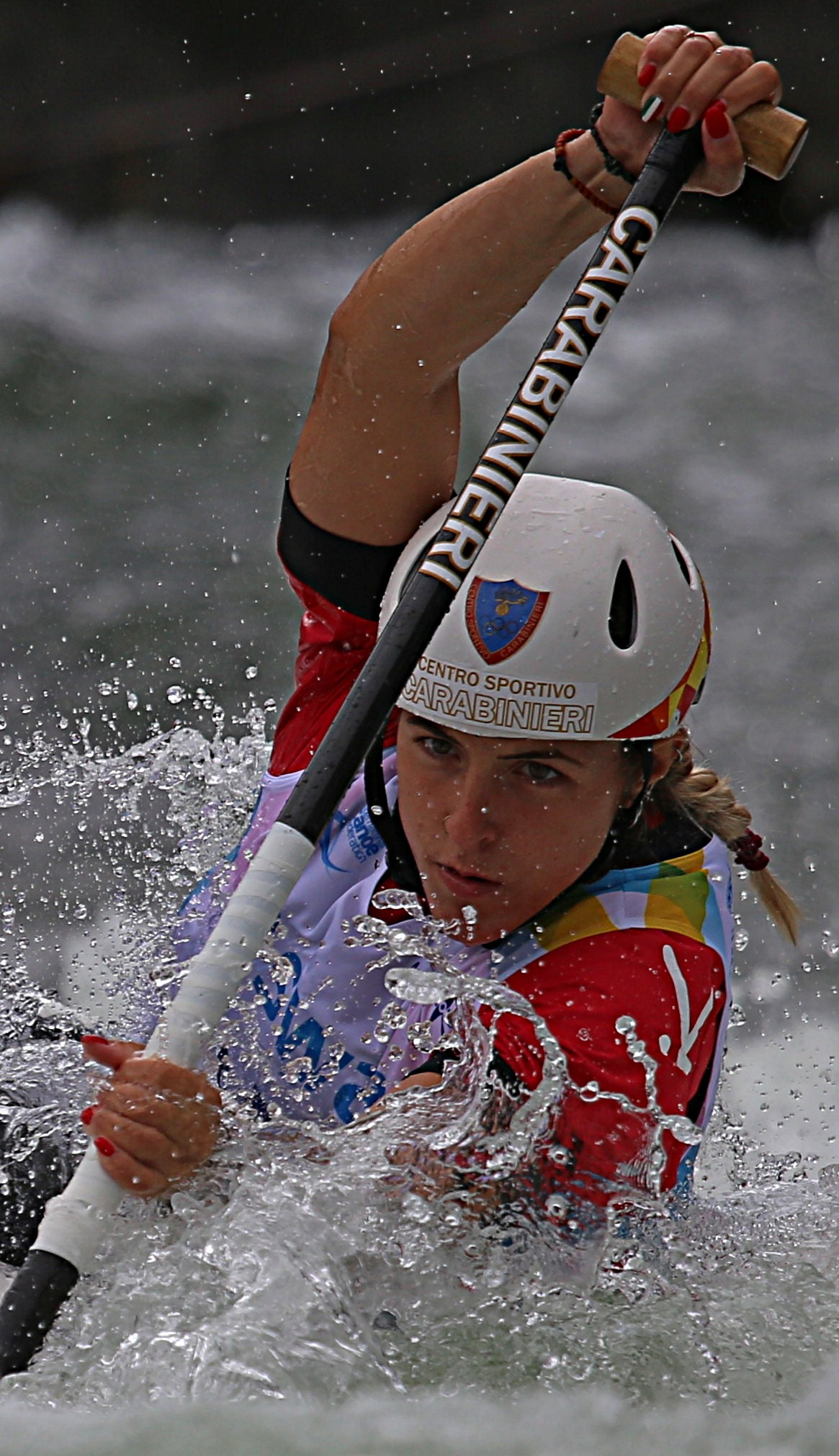
Marta Bertoncelli Mondiali Augusta 2022

Marta Bertoncelli (Ferrara, 3 luglio 2001) è una canoista italiana, specializzata nello slalom.

## Carriera
Marta inizia la sua carriera agonistica internazionale nel 2017, esordendo ai Campionati mondiali di canoa slalom junior a Bratislava in Slovacchia vincendo una medaglia di bronzo nella categoria C1 individuale. L'anno seguente, nella stessa competizione ad Ivrea, vince la medaglia d'argento nello slalom C1 e la medaglia di bronzo nello slalom K1 a squadre. Nel 2019 dopo aver vinto la medaglia d'oro sia ai Campionati mondiali di Cracovia in Polonia che a quelli europei a Liptovský Mikuláš in Slovacchia nello slalom C1 a squadre, ed il bronzo ai mondiali nello slalom C1 individuale, esordisce in una competizione assoluta ai Mondiali di La Seu d'Urgell piazzandosi al quindicesimo posto.
Grazie alle prestazioni ai Mondiali di La Seu d'Urgell, ottiene la qualificazione ai Giochi olimpici di Tokyo 2020. Partecipa nella categoria slalom C-1 piazzandosi al quindicesimo posto, venendo eliminata nelle semifinali.

## Palmarès

### Competizioni internazionali

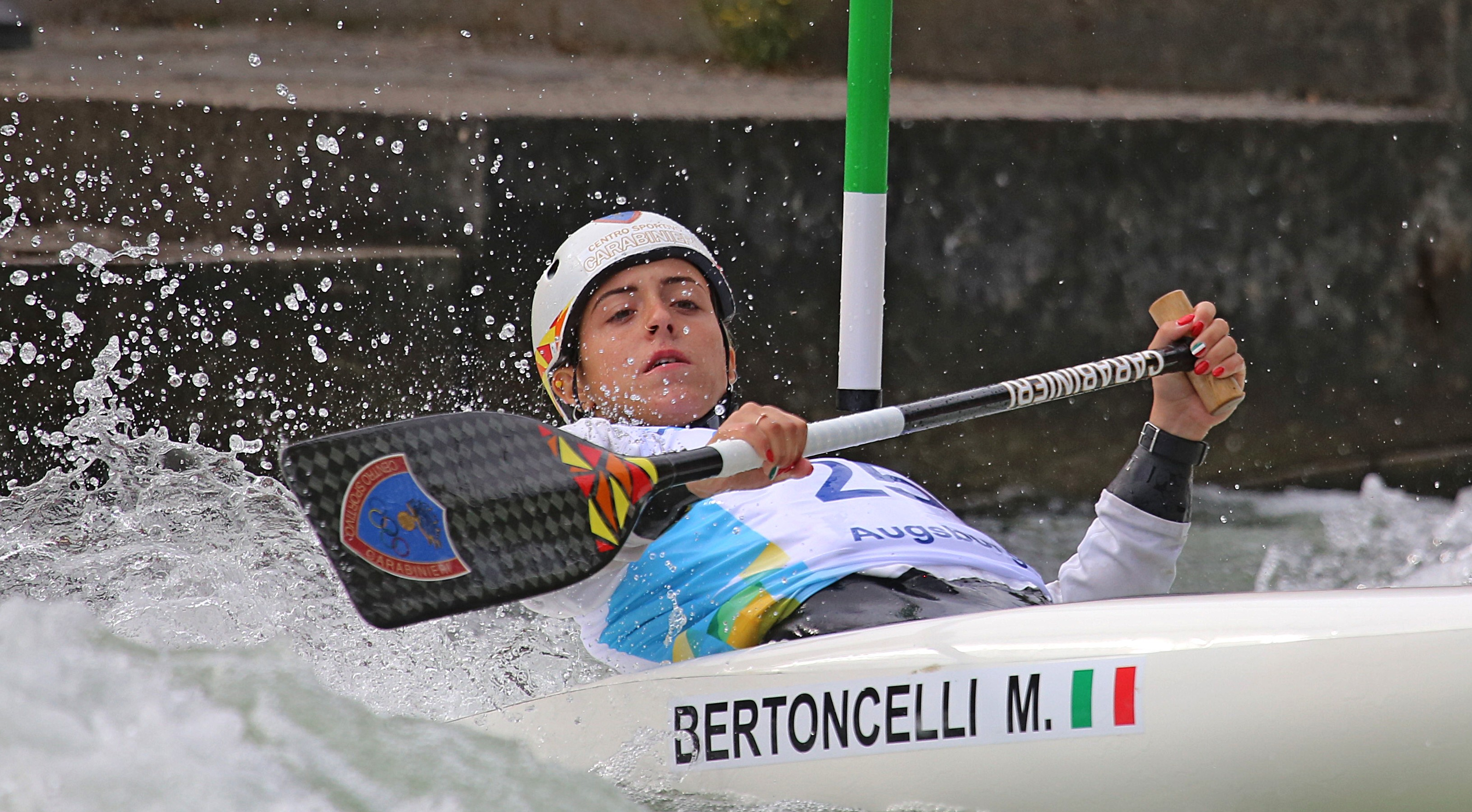
Marta Bertoncelli Mondiali Augusta 2022

| Anno | Manifestazione                  | Sede              | Evento              | Risultato | Note   |
| ---- | ------------------------------- | ----------------- | ------------------- | --------- | ------ |
| 2017 | Mondiali di canoa slalom junior | Bratislava        | Slalom C1           | Bronzo    | [ 1 ]  |
| 2018 | Mondiali di canoa slalom junior | Ivrea             | Slalom C1           | Argento   | [ 4 ]  |
| 2018 | Mondiali di canoa slalom junior | Ivrea             | Slalom K1 a squadre | Bronzo    | [ 5 ]  |
| 2019 | Mondiali di canoa slalom junior | Cracovia          | Slalom C1 a squadre | Oro       | [ 6 ]  |
| 2019 | Mondiali di canoa slalom junior | Cracovia          | Slalom C1           | Bronzo    | [ 7 ]  |
| 2019 | Europei di canoa slalom junior  | Liptovský Mikuláš | Slalom C1 a squadre | Oro       | [ 8 ]  |
| 2019 | Mondiali di canoa slalom        | La Seu d'Urgell   | Slalom C1           | 15ª       | [ 9 ]  |
| 2019 | Europei di canoa slalom         | Pau               | Slalom C1           | 29ª       |        |
| 2019 | Europei di canoa slalom         | Pau               | Slalom K1           | 34ª       |        |
| 2020 | Europei di canoa slalom         | Praga             | Slalom C1           | 17ª       |        |
| 2021 | Europei di canoa slalom         | Ivrea             | Slalom C1           | 29ª       |        |
| 2021 | Olimpiadi                       | Tokyo             | Slalom C1           | 15ª SF    | [ 10 ] |
| 2021 | Mondiali di canoa slalom        | Bratislava        | Slalom C1           | 42ª       | [ 11 ] |
| 2024 | Olimpiadi                       | Parigi            | Slalom C1           | 18° SF    |        |